# Maghrawa
Maghrawa eller Meghrawa (arabisk: المغراويون) var et stort berberstammeforbund i Nordafrika. De var den største gren af Zenata- sammenslutningen. Deres traditionelle territorier omkring tidspunktet for den muslimske ekspansion i Maghreb i det 7. århundrede, var omkring det nuværende nordøstlige Algeriet. De regerede dele af det vestlige Maghreb på vegne af Umayyade-kalifatet i Cordoba i slutningen af det 10. århundrede og i første halvdel af det 11. århundrede.

## Oprindelse
Maghrawas oprindelse er usikker. Ibn 'Abd al-Barr, en forfatter fra det 11. århundrede, hævdede at de ankom til Maghreb i oldtiden. Berbiske forfattere i middelalderen sporede Maghrawas herkomst til en leder ved navn Maghrāw. Ifølge Ibn Khaldun (død 1406) var de i familie med Banu Ifran, Banu Jarawa og Banu Irniya. Adskillige stammer nedstammer fra Maghrawa, herunder Bani bou Said, Bani Ilit (Ilent), Bani Zendak, Bani Urac (Urtezmir, Urtesminn), Bani Urcifan, Bani Laghouat, Bani Righa, Bani Sidi Mansour (Bani Mansour), A. Lahsen, osv.
Maghrawa anses traditionelt for at bebo området mellem Algier, Cherchell, Ténès, Chlef, Miliana og Médéa. Historiske kilder indikerer, at deres hjemland var centreret omkring floden Chélif, i en region sandsynligvis mellem Ouarsenis mod syd, Middelhavet mod nord og Tlemcen mod vest. I antikken nævner skribenterne Plinius den Ældre og Ptolemæus hver en stamme ved navn Macurebi eller Makkhourebi, som nogle forskere har sidestillet med Maghrawa. Hvis dette er sandt, gør dette Maghrawa til en af de få berberstammer, der er nævnt i oldgræske og latinske kilder. Plinius angiver at de levede øst for Icosium (det nuværende Algier), mens Ptolemæus placerer nogle af dem langs med, eller øst for Drâa-floden i det nuværende Marokko og andre nær det nuværende Chlef.

## Historie
Maghrawa besatte en del af det nuværende Algeriet på samme tid som de tidlige muslimske erobringer . Ifølge Ibn Khaldun var de blevet tvunget til at konvertere til kristendommen under romersk styre. De var en af de første berberstammer, der konverterede til islam ved dens ankomst i det 7. århundrede. Maghrawa blev oprindeligt ledet af Banu Khazar-familien, som levede i første halvdel af det 8. århundrede, og som, efter Kharijite-oprørene (ca. 740), tog kontrol over en stor del af det centrale Maghreb. Muhammad ibn Khazar, besejrede omkring 788 Banu Ifran og erobrede Tlemcen, før han underkastede sig Idrisiderne engang mellem 789 og 791 og blev deres allierede. Khazars barnebarn, også kaldet Muhammad ibn Khazar, allierede sig med Umayyade-kalifatet i Al-Andalus (det nuværende Spanien og Portugal) og modstod fatimiderne i det meste af sit liv og indviklede Maghrawa i konflikten mellem disse to magter, som udspillede sig i det nuværende Marokko og Algeriet. I løbet af de følgende årtier havde begge sider både sejre og omskiftelser. Muhammad ibn Khazar selv skiftede troskab flere gange, når omstændighederne krævede det, selvom hans søn al-Khayr, som også havde territorier i det centrale Maghreb, forblev stort set loyal over for umayyaderne Muhammad ibn Khazar døde i 961, angiveligt over hundrede år gammel.
Efter Muhammad ibn Khazars død modstod Maghrawafortsat fatimiderne under ledelse af hans barnebarn, Muhammad ibn al-Khay, søn af al-Khayr. Han havde tidligere opdyrket gode forbindelser med Abd ar-Rahman 3. (død 961), den umayyadiske kalif i Córdoba, som havde udnævnt ham til guvernør i Fez i 955–6. Han fortsatte med at tjene Abd ar-Rahman 3.' efterfølger, al-Hakam 2. (d. 976). I 971 var der en større konfrontation mellem Maghrawa og Ziriderne, en Sanhaja-klan ledet af Ziri ibn Manad, der var vasal af fatimiderne. I februar 971, blev Maghrawa nærmest besejret, formentlig nær Tlemcen. Muhammad ibn al-Khayr begik selvmord for at undgå tilfangetagelse; Hans søn, al-Khayr, påtog sig lederrollen, og allierede sig med en Fatimid-guvernør, Ja'far ibn 'Ali ibn Ḥamdun, som hoppede af til Umayyad-siden. Med deres samlede kræfter vandt de en stor sejr. Presset af en anden Fatimid-hær forlod flertallet af Maghrawa imidlertid det centrale Maghreb og migrerede ind i Maghreb al-Aqsa (det nuværende Marokko), hvor de bredte sig i hele regionen.

## Maghrawa samfundet
Zenataerne erobrede nogle af de bedste områder i Masmuda, og Maghrawa blev den dominerende militærkaste over dem, de besejrede.
Ifølge Ibn Abi Zar, en skribent fra Fez, forbedrede Maghrawa Fez mure, porte og moskeer, og under deres styre var der fred i byen. Befolkningen havde travlt med byggeaktiviteter, og byen voksede. Sikkerhed og velstand fortsatte indtil kort før Almoravidernes ankomst. Samlet set forårsagede massemigrationen af Banu Ifran og Maghrawa på grund af Sanhaja-udvidelsen en politisk og etnisk revolution i Marokko.

## Maghrawid-ledere
Maghrawa blev ledet af Banu Khazar-familien, opkaldt efter Khazar ibn Ḥafṣ ibn Ṣulat ibn Wazmār ibn Maghraw, som levede i første halvdel af det 8. århundrede. Hans søn, Muhammad ibn Khazar, efterfulgte ham. Muhammeds søn, der hed Khazar ligesom sin bedstefar, havde en søn, der også hed Muhammed og var også kendt som Muhammad ibn Khazar. Han døde i 961, angiveligt over hundrede år gammel. Han havde tre sønner, Falful, al-Khayr og Hamza, som var stamfædre til mange fremtidige Maghrawa-ledere.
Maghrawa-dynastiet bestod af, Ziri Ibn Atiyya, der regerede Fez og den omkringliggende region, af to familiegrene, der nedstammede fra Atiyas sønner. Atiya var en efterkommer af Muhammad Ibn Khazar via hans søn Falful. Den ene gren stammede fra Ziri ibn Atiya og den anden fra hans bror, Al-Mu'izz ibn Atiya. Lederne er listet her i kronologisk rækkefølge:
- Ziri ibn Atiyya, 988-1001.[11]
- al-Mu'izz ibn Ziri, 1001-1026.[11] [13] [12] (En anden kilde hævder også, at han døde i 1030 i stedet. )
- Hammama ibn al-Mu'izz (søn af al-Mu'izz ibn Atiya og fætter til al-Mu'izz ibn Ziri), 1026-1039.[13][11] (han kan også være død så sent som i 1042 i stedet.[7])
- Abu al-Attaf Dunas ibn Hamama, 1039-1059.[13][11]
  - Hammad ibn al-Mu'izz (søn af al-Mu'izz ibn Ziri), udfordrede Abu al-Attaf Dunas og døde i 1043.[11]
- Futuh ibn Dunas, 1059-1062.[11]
  - Ajisa ibn Dunas (Futuhs bror), som kontrollerede en del af Fez,[14] kæmpede med sin bror og blev dræbt af ham i 1061.[11]
- Mu'annasir ibn Hammad (nedstammer fra Ziris slægt), 1062-1067.[11]
- Tamim, r. 1067-1069.[11][13]

Tamim var den sidste Maghrawa-hersker, der havde magten, før Almoraviderne overtog Fez. Der er usikkerhed om kronologien af Almoravids erobringer i denne region, og derfor giver forskellige forfattere forskellige datoer for Almoravids erobring af Fez.